# Ajamu Baly
Pour les articles homonymes, voir Baly.
Ajamu Baly, né en 1977, est un homme politique et gouverneur depuis le 10 octobre 2022 sur la partie néerlandaise de l'île de Saint-Martin.

## Biographie

### Enfance et formation
Ajamu Baly est né en 1977 sur l'île de Saint-Martin. Il fréquente l'école primaire Sister Borgia à Philipsburg, puis le Milton Peters College. Il déménage ensuite aux Pays-Bas pour étudier le droit à l'université d'Amsterdam. Après avoir obtenu un diplôme en droit, il revient à Saint-Martin et commence à travailler au ministère de la Justice et de la Sécurité dans le département des affaires judiciaires,.
En février 2022, il est nommé juge adjoint d'instruction à la Cour mixte de justice. Il siège également actuellement à plusieurs conseils et comités, y compris le conseil de surveillance de la Banque centrale de Curaçao et de Saint-Martin.

### Gouverneur de Saint-Martin
En octobre 2022, il est nommé gouverneur de Saint-Martin par le conseil des ministres du royaume des Pays-Bas, succédant ainsi à Eugene Holiday. En octobre 2023, la nomination d'Emiko Bird-Lake est approuvée par le conseil des ministres du Royaume en tant que gouverneur par intérim de Saint-Martin, ce dernier est chargé de remplacer Ajamu Baly en cas de nécessité.